# Chevroux VD
| VD ist das Kürzel für den Kanton Waadt in der Schweiz. Es wird verwendet, um Verwechslungen mit anderen Einträgen des Namens Chevroux zu vermeiden. |

Chevroux ist eine politische Gemeinde im Distrikt Broye-Vully des Kantons Waadt in der Schweiz.

## Geographie
Chevroux liegt auf 454 m ü. M., 8 km nördlich des Bezirkshauptorts Payerne (Luftlinie). Das Haufendorf erstreckt sich leicht erhöht über dem Südufer des Neuenburgersees, im Schweizer Mittelland.
Die Fläche des 4,4 km² grossen Gemeindegebiets umfasst einen Abschnitt am Südufer des Neuenburgersees. Das sehr flache Seeufer wird von einem bis zu 500 m breiten Schilfgürtel und einem Waldgürtel, der weitere 300 m breit ist, begleitet. Daran schliesst sich im Süden der breite Höhenrücken zwischen dem Neuenburgersee und dem Broyetal an. Auf der Höhe Le Chanel wird mit 485 m ü. M. der höchste Punkt von Chevroux erreicht. Die Ost- und Südostgrenze verläuft entlang des Tälchens des Ruisseau de Robin, der in der Nähe des Hofes Ostende in den Neuenburgersee mündet. Von der Gemeindefläche entfielen 1997 9 % auf Siedlungen, 20 % auf Wald und Gehölze, 47 % auf Landwirtschaft und 23 % war unproduktives Land (Schilfrohrgebiete entlang des Sees).
Chevroux besteht aus den Ortsteilen Chevroux-Dessus (454 m ü. M.) am Hang und Chevroux-Dessous (434 m ü. M.) nahe dem Seeufer sowie dem Weiler La Motte (465 m ü. M.) auf den Höhenrücken und einigen Einzelhöfen. Nachbargemeinden von Chevroux sind Grandcour im Kanton Waadt sowie Estavayer und Gletterens im Kanton Freiburg.

## Bevölkerung
Mit 525 Einwohnern (Stand 31. Dezember 2023) gehört Chevroux zu den kleinen Gemeinden des Kantons Waadt. Von den Bewohnern sind 90,6 % französischsprachig, 6,3 % deutschsprachig und 1,3 % sprechen Polnisch (Stand 2000). Die Bevölkerungszahl von Chevroux belief sich 1870 auf 429 Einwohner, 1900 noch auf 367 Einwohner. Nachdem die Bevölkerung bis 1980 auf 276 Personen abgenommen hatte, wurde seither wieder eine deutliche Bevölkerungszunahme beobachtet.

## Wirtschaft
Chevroux war bis in die zweite Hälfte des 20. Jahrhunderts ein vorwiegend durch die Landwirtschaft geprägtes Dorf. Noch heute haben der Ackerbau, der Obstbau und die Viehzucht eine wichtige Bedeutung in der Erwerbsstruktur der Bevölkerung, ferner gibt es auch einige Berufsfischer. Weitere Arbeitsplätze sind im lokalen Kleingewerbe und im Dienstleistungssektor vorhanden. Chevroux ist Standort der Blumenerde- und Düngerfabrik Bachmann-Chevroux SA und einer Bootswerft. In den letzten Jahrzehnten hat sich das Dorf auch zu einer Wohngemeinde entwickelt. Einige Erwerbstätige sind deshalb Wegpendler, die vor allem im Raum Payerne arbeiten.

## Tourismus
Chevroux ist ein beliebter Erholungsort mit einem Campingplatz und rund 100 Wochenend- und Ferienhäuschen in Seenähe. Es verfügt über einen Sportbootshafen mit über 1000 Liegeplätzen.

## Verkehr
Die Gemeinde liegt abseits der grösseren Durchgangsstrassen, ist aber von Grandcour leicht zu erreichen. Durch einen Postautokurs besitzt Chevroux Verbindung mit Payerne. Das Dorf wird auch durch die Personenschifffahrt auf dem Neuenburgersee erschlossen. Wegen des flachen Seeufers befindet sich die Schiffsanlegestelle am Ende eines 700 m langen in den See hinausragenden Dammes.

## Geschichte
Das Seeufer auf dem Gemeindegebiet von Chevroux war schon in der Steinzeit besiedelt. Es wurden 13 Seeufer- und Pfahlbausiedlungen aus dem Neolithikum und aus der Bronzezeit ausgegraben. Auch in der Römerzeit gab es nordöstlich des heutigen Ortes eine kleine Siedlung. In der Nähe des Seeufers wurde ein römischer Friedhof entdeckt.
Die erste urkundliche Erwähnung des Ortes erfolgte 1286 unter dem Namen Chevroth. Später erschienen die Bezeichnungen Chevros (1310), Chevrod (1453) und Chevroud (1725). Der Ortsname ist vom altfranzösischen Wort chevrot (Ziege) abgeleitet und bezeichnet einen Ort, wo Ziegen gezüchtet wurden.
Seit dem Mittelalter gehörte Chevroux zur Herrschaft Grandcour, im 14. Jahrhundert für eine gewisse Zeit auch zu Vaumarcus. Mit der Eroberung der Waadt durch Bern im Jahr 1536 gelangte das Dorf unter die Verwaltung der Vogtei Avenches, wobei es zusammen mit Grandcour eine Exklave bildete. Im 18. Jahrhundert wurde eine Indiennemanufaktur gegründet, ein Zweigbetrieb der Manufaktur in Cortaillod. Vor allem in der Zeit um 1770 bis 1785 hatte die Leinwandmalerei Hochkonjunktur. Nach dem Zusammenbruch des Ancien Régime gehörte Chevroux von 1798 bis 1803 während der Helvetik zum Kanton Léman, der anschliessend mit der Inkraftsetzung der Mediationsverfassung im Kanton Waadt aufging. 1798 wurde es dem Bezirk Payerne zugeteilt.

## Sehenswürdigkeiten
Die aus dem 15. Jahrhundert stammende reformierte Kirche Saint-Jean-Baptiste wurde im 18. Jahrhundert umgestaltet. Ihr gegenüber steht ein hölzerner Speicher. Im Ortskern sind einige stattliche Bauernhäuser aus dem 18. und 19. Jahrhundert erhalten.

## Persönlichkeiten
- William Thomi (1898–1950), Schriftsteller